# La Prensa Libre
La Prensa Libre era un diario publicado en San José, Costa Rica del Grupo Extra. El periódico era el más antiguo del país, siendo fundado el 11 de junio de 1889.
En el 2015 pasó de ser un periódico impreso a uno exclusivamente digital. El periódico cerró sus operaciones el 21 de agosto de 2020 debido a los efectos económicos negativos de la pandemia del COVID-19.